# 五十嵐崇博
五十嵐 崇博（いがらし むねひろ）は、日本の国土交通技官、土木学会認定上級土木技術者（河川・流域）。国土交通省大臣官房審議官や、国土交通省水資源部長、内閣官房内閣審議官兼水循環政策本部事務局長、応用地質取締役副社長を務めた。

## 人物・経歴
福井県出身。福井県立藤島高等学校を経て、1985年東京工業大学（のちの東京科学大学）大学院工学研究科土木工学専攻修了、建設省入省、中部地方建設局河川部河川計画課配属蓮ダム建設担当。
1995年建設省河川局河川環境課長補佐。1998年中国地方建設局苫田ダム工事事務所長。2000年中国地方建設局企画部企画調査官。2001年中国地方整備局企画部企画調整官。2003年国土交通省大臣官房技術調査課企画専門官。
2005年ダム水源地環境技術研究所研究第二部主任研究員。ダム水源地環境整備センター調査第二部長を経て、2008年国土交通省河川局防災課災害対策室長。
2009年から国土交通省水管理・国土保全局河川局砂防部海岸室長を務め、東日本大震災政府調査団で被災地の調査などにあたった。2011年土木学会認定上級土木技術者（河川・流域）。2012年中部地方整備局河川部長。
2014年国土交通省水管理・国土保全局河川環境課長。2016年国土交通省大臣官房審議官（道路局担当）。同年国土交通省水管理・国土保全局水資源部長、内閣官房水循環政策本部事務局長。この間筑波大学大学院非常勤講師等も務めた。
2017年退官、応用地質理事。2018年応用地質専務執行役員。2020年応用地質副社長執行役員。2023年応用地質取締役副社長・副社長執行役員。